# 青蓮街駅
青蓮街駅（せいれんがいえき）は、南京市建鄴区秦新路と青蓮街の交叉点にある、南京地下鉄2号線の駅である。

## 駅名
事業着手当初は南京地下鉄集団は「青蓮街駅」の仮称を用いており、2019年11月28日に「青蓮街駅」を駅名として第一次公示され、2020年1月18日に第一次公示のより駅名が「青蓮街駅」に決定したことが発表された。

## 歴史
- 2021年12月28日2号線の駅として開業。

## 駅構造

### のりば
| 番線 | 路線            | 方面                             | 行先        |
| ---- | --------------- | -------------------------------- | ----------- |
|      | 南京地下鉄2号線 | 天保街・魚嘴 方面                | 魚嘴 行き   |
|      | 南京地下鉄2号線 | 莫愁湖・新街口・馬群・経天路方面 | 仙林湖 行き |

## 隣の駅
南京地下鉄
■2号線
天保街駅 - 青蓮街駅 - 螺塘路駅